# Apatrobus
Apatrobus is een geslacht van kevers uit de familie van de loopkevers (Carabidae). De wetenschappelijke naam van het geslacht is voor het eerst geldig gepubliceerd in 1960 door Habu & Baba.

## Soorten
Het geslacht Apatrobus omvat de volgende soorten:
- Apatrobus ambiguus (Bates, 1883)
- Apatrobus andrewesi Zamotajlov, 1990
- Apatrobus brancuccii Zamotajlov, 1992
- Apatrobus cornifer Kasahara et Y. Ito, 1994
- Apatrobus dentatus Zamatajlov et Sawada, 1996
- Apatrobus dilatatus (Bates, 1883)
- Apatrobus echigonus (Habu et Baba, 1962)
- Apatrobus hasemiya Morita, 1990
- Apatrobus hayachinensis Nakane, 1968
- Apatrobus hikosanus Habu, 1953
- Apatrobus ishiharai Kasahara et Y. Ito, 1994
- Apatrobus ishizuchiensis Habu, 1976
- Apatrobus iwasakii Morita, 1987
- Apatrobus jakuchiensis (Habu, 1977)
- Apatrobus koiwayai Zamotajlov et Sawada, 1996
- Apatrobus kurosawai Morita, 1986
- Apatrobus nanhutanus Habu, 1973
- Apatrobus narukawai Morita, 1989
- Apatrobus nishiawakurae Habu, 1980
- Apatrobus odanakai Kasahara, 1995
- Apatrobus ohdaisanus Nakane, 1963
- Apatrobus ohtsukai Morita, 1993
- Apatrobus satoui (Habu, 1976)
- Apatrobus shirahatai (Habu et Baba, 1960)
- Apatrobus shoorengensis (Habu et Baba, 1962)
- Apatrobus sikkimensis Deuve et Ledoux, 1987
- Apatrobus smetenai Zamotajlov et Sciaky, 1996
- Apatrobus tsurugiensis (Habu, 1976)
- Apatrobus yamajii Kasahara, 1995
- Apatrobus yushanensis Habu, 1973